# 接地

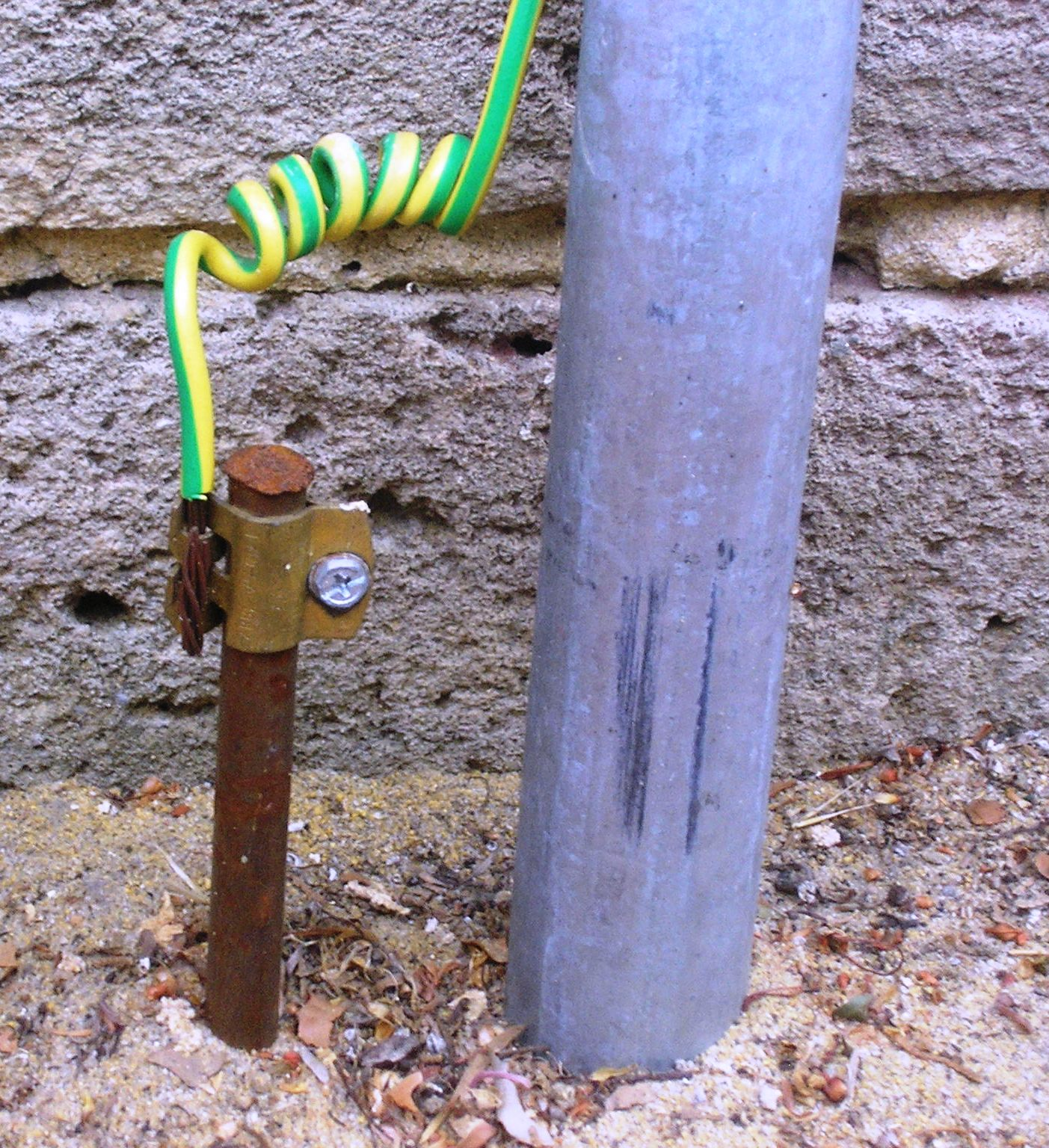
澳大利亚一所民居旁一个典型的地电极（在灰色水管的左边），用黄绿色线套包裹。

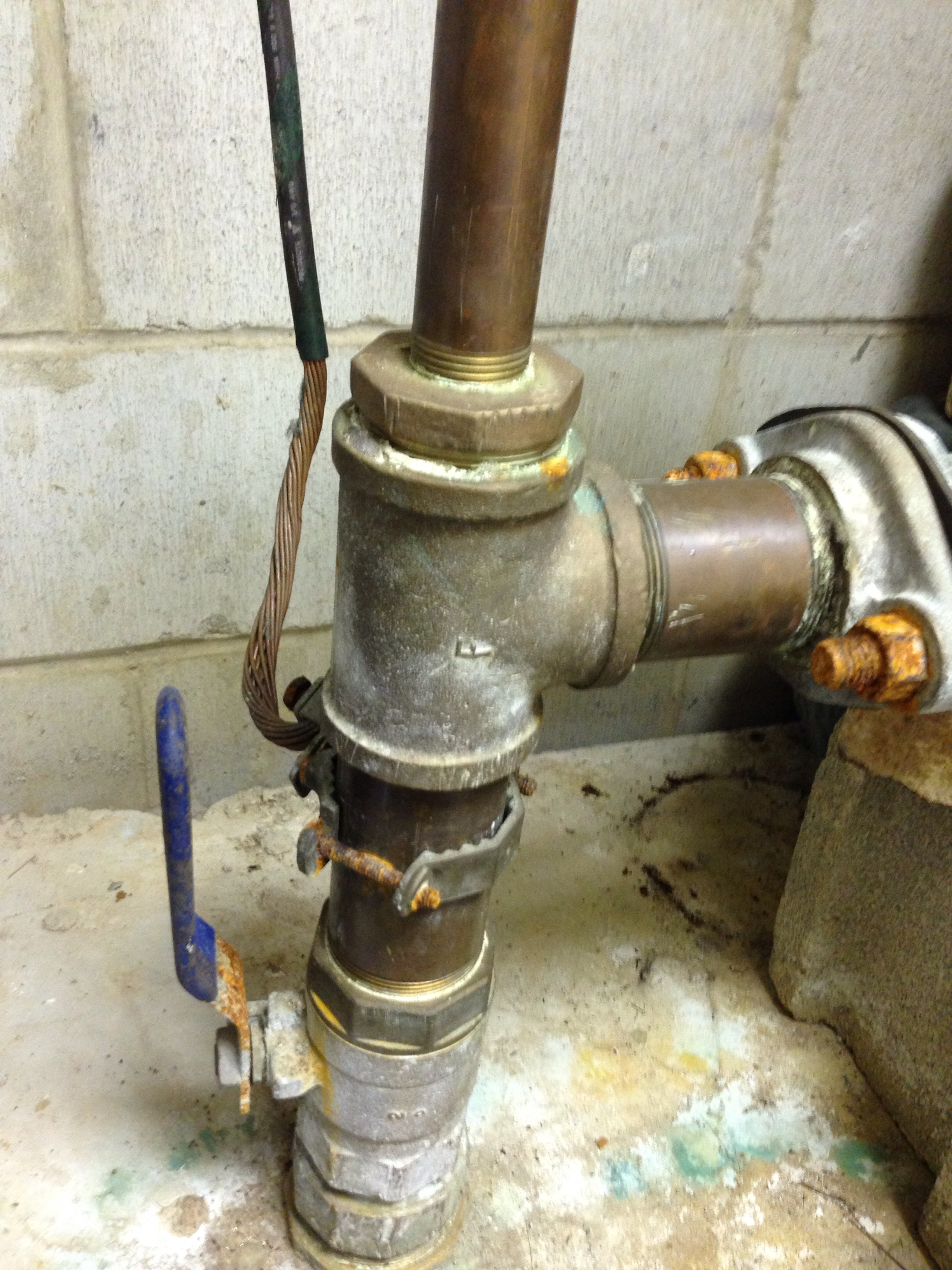
金屬水管偶而會被當作非正規的「接地線」來使用。

接地（英語：ground）一般指的是在系统、设备、设施、装置的给定点与局部地之间做的电连接，用以确保在任何时候均能即时释放电能而不发生危险。此接地点代表“零电压状态”，可作为测量系统电压的基准。
在電機工程學裏，接地這術語，依著不同的應用領域，有幾種意思。接地是電路內部的一個“電位參考點”，從這參考點可以測量其它電位（通常於電子電路中採用此定義）。接地也可以被認為是電流的一個共同回歸路徑（稱為地回電路或地回路），或是與大地的一個直接有形的連接（通常於電力系統、工業與室內配線中採用此定義）。
術語“接地”在電氣和電子應用中非常常見，以至於行動裝置（如手機和媒體播放器）中的電路以及車輛中的電路可能被認為具有“接地”或底盤接地連接而沒有與地球的實際連接，儘管「common」是這種連接的更合適術語。它通常是附在電源一側的大型導體（例如印刷電路板上的「接地層」），作為電路中許多不同元件的電流的公共返迴路徑。
在中国大陆，标准接地线使用黄绿相间的双色线；在台湾，标准接地线则使用绿色线。家庭简易配电盘中的接地线一般是连至专用的“接地线汇流排”后再与钻穿地面的金属棒相连。

## 接地用意
因為下述幾個理由，電機工程師會將電路連接到接地：
- 當絕緣體損壞時，易與外界接觸部件，會因為累積電荷，而使得電位升高。為了安全目的，主要電力設備必須連接到接地（例如電腦因為電線破損與灰塵堆積，使得金屬機殼與電源線之間形成迴路，因此需要接地確保安全）也是最常見的以人身安全為理由的接地線路。
- 保護電路的絕緣體，會因過高的電位而遭到的損壞。所以，必須限制電路與大地之間電位升高。
- 當處理易燃物或修理電子儀器時，靜電很容易會引燃易燃物或損壞電子儀器。因此，必須限制靜電荷的增加，作靜電接地。
- 有些電報器材或電力傳輸電路會使用大地為導體（稱為地回環路 (phantom loop)）。這樣，可以省去安裝另外一條導線為回程導體的費用。
- 為了測量目的，將大地當做一個固定參考電位。根據這個參考電位，可以測量出來其它的電位。為了保持參考電位為零，一個電氣接地系統應該擁有足夠的電流載流能力。

在電子電路理論裏，接地通常被理想化為一個無窮電荷電源或電荷吸收槽，可以無限制的吸收電流，同時保持電位不變。

## 接地意義與定義
接地是电学中的概念；在供电系统和电路设计中意义並不相同。

### 供电系统
在市電系统，地线是指一根理论上与大地等电位的导线，因其对地电压小，不会对人畜造成伤害，可用于保护。为了使其与大地电位相近，一般民用将其与水管相连，因水管与大地相连而达到释放电能的效果；而工业上一般将地线与避雷针的接地体等插入地下的设施相连以达到更好的放电效果。
由于电感性电器一般在金属机壳上会因感应而产生一些较小的电压，也可能由于漏电原因使机壳带电，为保证使用安全，應将地线与电器外壳相连以通过大地放电。
在香港，接地線俗稱水線，因為住宅通常是將配電箱的地線連接到自來水管（通常是金屬）來接地。但在一些國家，使用金屬水管來接地是違法的。此外，如果裝修時誤把金屬水管換成膠水管，接地便失去作用。
大多數國家標準的接地線均以黄绿相間或绿色导线包裹，也可以沒有包裹（裸銅線）。
在室內配線中分別有低壓電源系統接地、內線系統接地、設備接地3種。低壓電源系統接地是在配電變壓器的二次側，提供給低壓線或中性線的接地；內線系統接地是在配電盤內的中性線匯流排，提供給中性線的接地；設備接地是提供用電設備金屬外殼或插座，通過配電盤內接地匯流排的接地（但有些設備金屬外殼可能會不通過配電盤而直接接地）。部份情況下設備接地與內線系統接地可能會共用同一接地極，稱為設備與系統共同接地。

## 電子產品
|          |  |          |  |      |
| 信號接地 |  | 底盤接地 |  | 接地 |

訊號地作為設備內訊號和電源（超低電壓，低於約 50 V）的返迴路徑，以及設備之間的訊號互連。許多電子設計都具有單返回特性，可作為所有訊號的參考。電源和訊號地通常會透過設備的金屬外殼連接。印刷電路板設計人員必須小心電子系統的佈局，以便系統某一部分的高功率或快速切換的電流不會因佈局接地走線中的一些公共阻抗而將噪聲注入系統的低電平敏感部分。

### 电路设计
在电路设计时，地线则被广泛作为电位的参考点，为整个电路提供一个基准电位。此时，地线不是真正與大地相连，而往往与输入电源线的一根相连（通常是零线），其电位也与大地电位无关。整个电路在设计时，以地线上电压为0V，以统一整个电路电位。例如USB第5針是GND，代表一個電壓的參考點。
在强弱电隔离或高低频信号隔离等场合，一个电路中可能有多个彼此电位不同的地线，分别称为强电地、弱电地、电源地、信号地、高频地、低频地等。

## 防雷系統

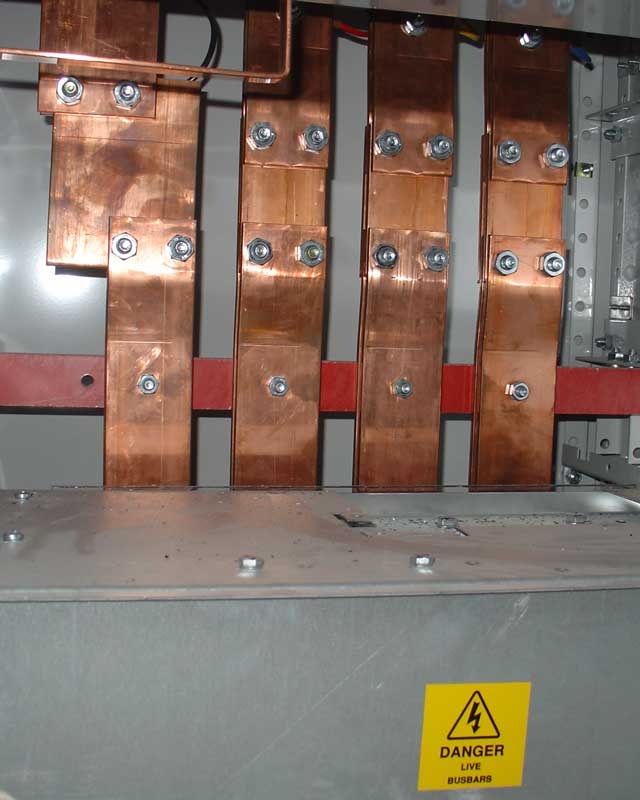
母線用於大電流電路中的接地導體。

防雷系統重點在於透過連接提供大面積接地的廣泛接地系統來減輕雷電的影響。需要較大的面積來消散雷擊的高電流，同時又不會使系統導體因過熱而損壞。由於雷擊是具有極高頻率成分的能量脈衝，因此用於防雷的接地系統傾向於使用短直導體來減少電感和集膚效應。

## 參閱
- 中性導體
- 閃電
- 避雷針
- 交流電
- 家用交流電源插頭與插座
- 虚拟接地
- 接地常數
- 接地系統
- 靜電

## 引用
1. ↑  . 機電工程署.   [2019-02-08]. （原始内容存档于2020-11-23）.
2. ↑  Electrical and electronics diagrams, IEEE Std 315-1975, Section 3.9: Circuit return.

## 外部連結
- Circuit Grounds and Grounding Practices （页面存档备份，存于）
- Electrical Safety （页面存档备份，存于） chapter from Lessons In Electric Circuits Vol 1 DC （页面存档备份，存于） book and series （页面存档备份，存于）.
- Grounding for Low- and High- Frequency Circuits (PDF) — Analog Devices Application Note, by Paul Brokaw and Jeff Barrow
- "An IC Amplifier User’s Guide to Decoupling, Grounding, and Making Things Go Right for a Change" (PDF) — Analog Devices Application Note, by Paul Brokaw